# Franz Bartl
Franz Bartl (Vienna, 7 gennaio 1915 – 12 luglio 1941) è stato un pallamanista austriaco.

## Palmarès

### Olimpiadi
- Argento a Berlino 1936 nella pallamano.